# Brajkovići (Kanfanar)
Pour les articles homonymes, voir Brajkovići.
Brajkovići (en italien : Braicovici) est une localité de Croatie située en Istrie, dans la municipalité de Kanfanar, dans le comitat d'Istrie. En 2001, la localité comptait 84 habitants.

## Démographie
| 1948 | 1953 | 1961 | 1971 | 1981 | 1991 | 2001 |
| ---- | ---- | ---- | ---- | ---- | ---- | ---- |
| 87   | 80   | 69   | 61   | 79   | 84   | 84   |